# Marcus Stone

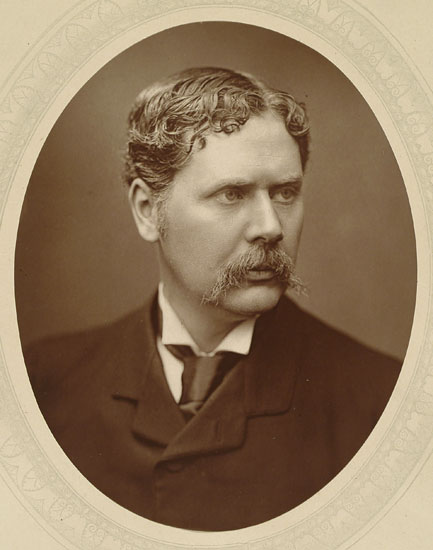
Marcus Stone

Marcus Stone (Londen, 1840 – aldaar, 1921) was een Engels kunstschilder en illustrator, onder andere van werk van Charles Dickens.

## Leven en werk
Marcus Stone was de zoon van kunstschilder Frank Stone (1800-1859) en werd opgeleid door zijn vader. Hij exposeerde nog voor zijn achttiende jaar bij de Royal Academy of Arts. Met zijn wellicht bekendste werk, "Claudio, deceived by Don John, accuses Hero" won hij er in 1861 een gouden medaille. In 1877 werd hij associate van de Royal Academy en in 1887 volledig lid.
Stone schilderde vooral historische werken en sierlijke Victoriaanse taferelen, met een grote technische vaardigheid, in een academische stijl, ook wel beïnvloed door de prerafaëlieten. Hij was de buurman van George Frederic Watts. In zijn tijd was zijn werk erg gewild. Hij won tal van prijzen, exposeerde in heel Europa en verkocht veel aan relatief hoge prijzen. Zijn latere werk kreeg soms de stempel sentimenteel te zijn.
Stone maakte ook naam als illustrator, onder andere van Charles Dickens (Our Mutual Friend) en Anthony Trollope. Dickens sprak in zijn correspondentie herhaaldelijk erg lovend over de tekenkwaliteiten van Stone.
Werk van Stone is momenteel te zien in diverse Britse musea, onder andere in de National Gallery te Londen.

## Galerij

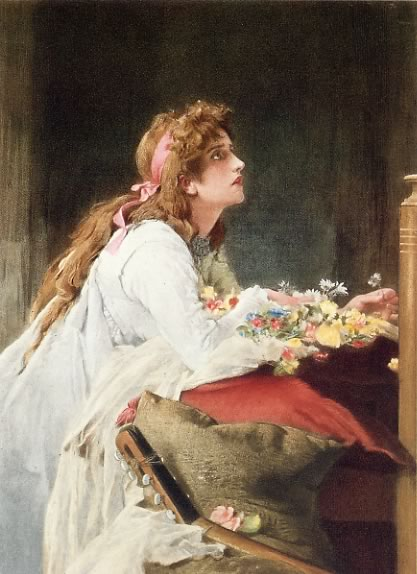
Ophelia
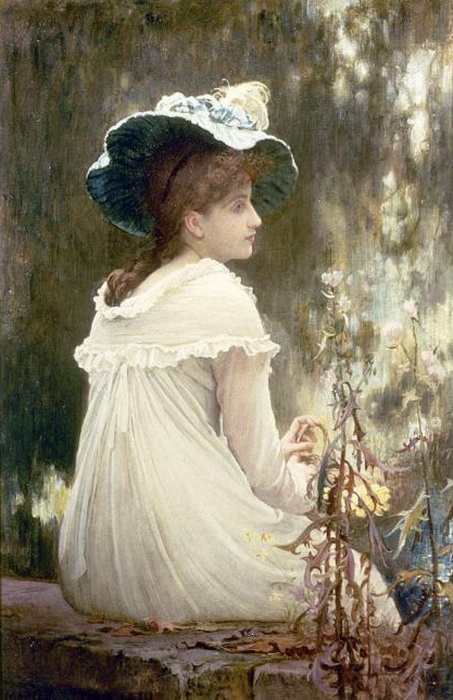
Summertime
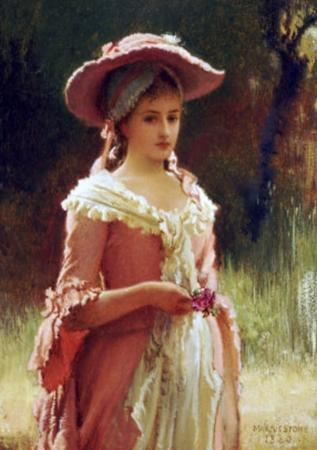
Olivia
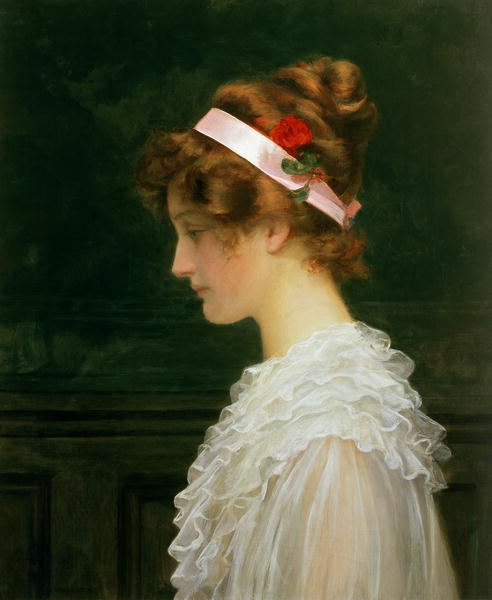
Portrait of a Girl
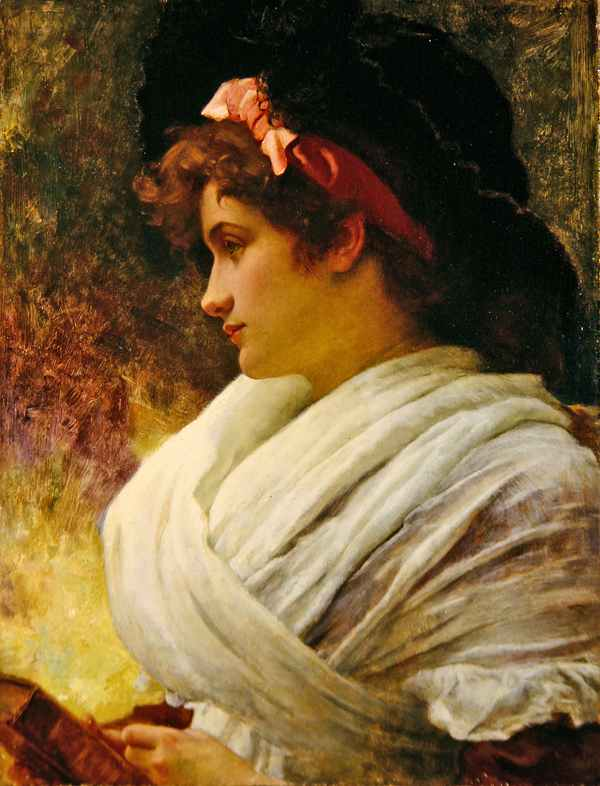
Thoughts
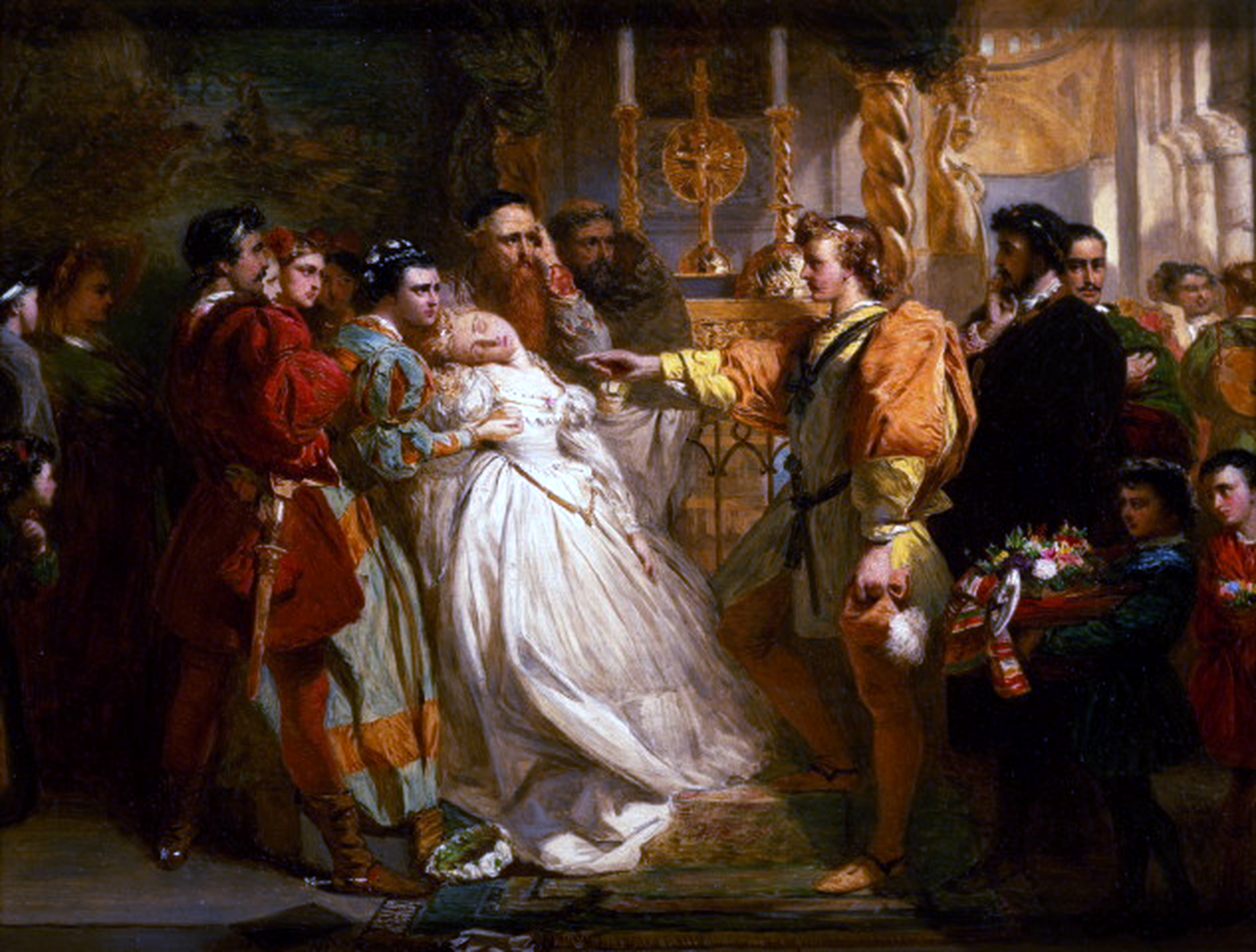
Claudio, deceived by Don John, accuses Hero
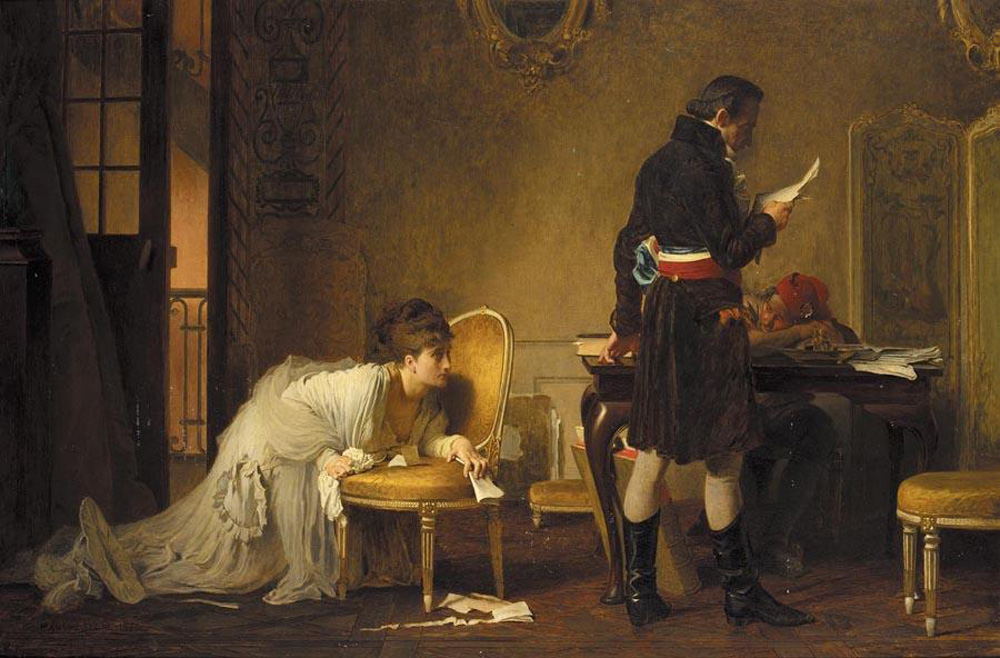
An Appeal for Mercy
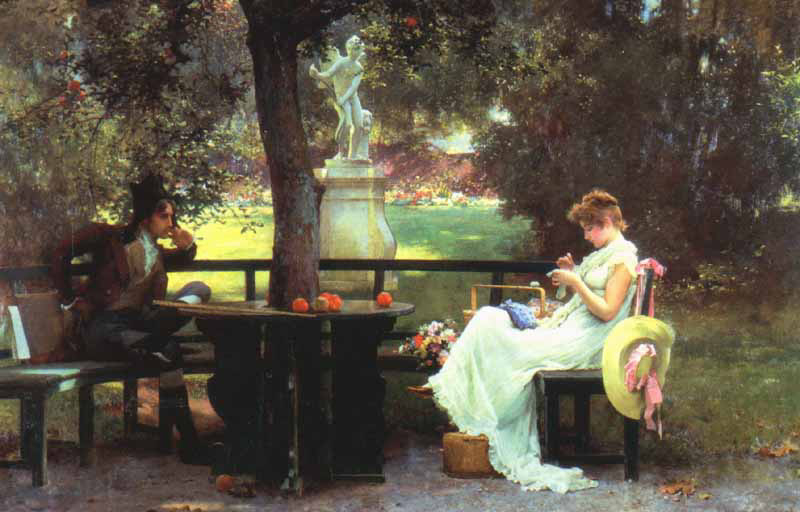
In Love
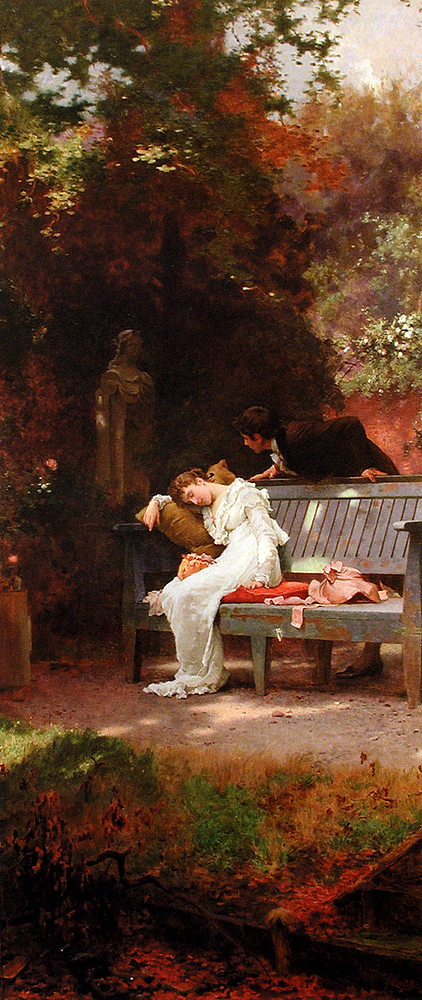
A Stolen Kiss
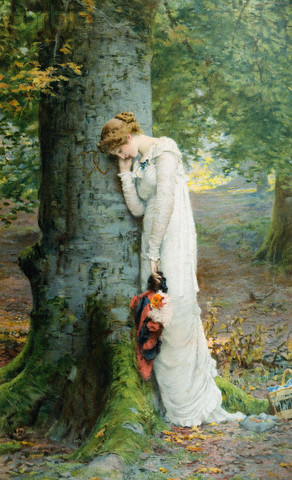
Absence Makes the Heart Grow Fonder